# Hong Kong Premier League
Hong Kong Premier League (čínsky znaky zjednodušené 香港超級聯賽), sponzorským názvem BOC Life Hong Kong Premier League (čínsky znaky zjednodušené 中銀集團人壽香港超級聯賽), je nejvyšší profesionální fotbalová liga na území zvláštní správní oblasti Čínské lidové republiky Hongkongu.
Soutěž byla založena v roce 2014 a nahradila tak ve funkci nejvyšší soutěže Hong Kong First Division League, která byla založena v roce 1908. Soutěž se odehrává, navzdory většině východoasijským profesionálním soutěžím (jaro – podzim), evropským způsobem podzim – jaro.

## Finanční ohodnocení
Tabulka ukazuje finanční ohodnocení klubů po ukončení inaugurální sezóny Premier League.
| Umístění | Odměna (HKD) |
| -------- | ------------ |
| Vítěz    | 480 000      |
| 2. místo | 216 000      |
| 3. místo | 144 000      |
| 4. místo | 108 000      |
| 5. místo | 84 000       |
| 6. místo | 60 000       |
| 7. místo | 48 000       |
| 8. místo | 36 000       |
| 9. místo | 24 000       |

## Nejlepší kluby v historii - podle počtu titulů
| Vítězové nejvyšší ligové soutěže  |        |                | |
| Klub                              | Tituly | Premier League | Vítězné ročníky |
| South China                       | 41     | -              | 1923/24, 1930/31, 1932/33, 1934/35, 1935/36, 1937/38, 1938/39, 1939/40, 1940/41, 1948/49, 1950/51, 1951/52, 1952/53, 1954/55, 1956/57, 1957/58, 1958/59, 1959/60, 1960/61, 1961/62, 1965/66, 1967/68, 1968/69, 1971/72, 1973/74, 1975/76, 1976/77, 1977/78, 1985/86, 1986/87, 1987/88, 1989/90, 1990/91, 1991/92, 1996/97, 1999/00, 2006/07, 2007/08, 2008/09, 2009/10, 2012/13 |
| Seiko                             | 9      | -              | 1972/73, 1974/75, 1978/79, 1979/80, 1980/81, 1981/82, 1982/83, 1983/84, 1984/85 |
| Kitchee                           | 8      | 2              | 1947/48, 1949/50, 1963/64, 2010/11, 2011/12, 2013/14, 2014/15, 2016/17 |
| Happy Valley                      | 6      | -              | 1964/65, 1988/89, 1998/99, 2000/01, 2002/03, 2005/06 |
| Royal Garrison Artillery          | 5      | -              | 1909/10, 1912/13, 1914/15, 1915/16, 1917/18 |
| Eastern                           | 5      | 1              | 1955/56, 1992/93, 1993/94, 1994/95, 2015/16 |
| Chinese A. A.                     | 3      | -              | 1927/28, 1928/29, 1929/30 |
| Sun Hei                           | 3      | -              | 2001/02, 2003/04, 2004/05 |
| Buffs                             | 2      | -              | 1908/09, 1910/11 |
| King's Own Rifiles                | 2      | -              | 1911/12, 1922/23 |
| Royal Navy                        | 2      | -              | 1918/19, 1931/32 |
| Kowloon Motor Bus                 | 2      | -              | 1953/54, 1966/67 |
| Double Flower                     | 2      | -              | 1995/96, 1997/98 |
| Duke of Cornwall's Light Infantry | 1      | -              | 1913/14 |
| Royal Engineers                   | 1      | -              | 1916/17 |
| Hong Kong FC                      | 1      | -              | 1919/20 |
| Wiltshire Regiment                | 1      | -              | 1920/21 |
| HMS Curiew                        | 1      | -              | 1921/22 |
| East Surrey Regiment              | 1      | -              | 1924/25 |
| Kowloon                           | 1      | -              | 1925/26 |
| Club de Recreio                   | 1      | -              | 1926/27 |
| South Welsh Borderers             | 1      | -              | 1933/34 |
| Ulster Guards                     | 1      | -              | 1936/37 |
| Royal Air Force                   | 1      | -              | 1945/46 |
| Sing Tao                          | 1      | -              | 1946/47 |
| Yuen Long                         | 1      | -              | 1962/63 |
| Jardine                           | 1      | -              | 1969/70 |
| Hong Kong Rangers                 | 1      | -              | 1970/71 |

## Týmy pro sezonu 2017/18
- Dreams SC
- Eastern SC
- Hong Kong Pegasus FC
- Hong Kong Rangers FC
- Kitchee SC
- Lee Man FC
- R&F (Hongkong)
- Southern District FC
- Tai Po FC
- Yuen Long FC